# بانک جامو اند کشمیر
بانک جامو اند کشمیر (انگلیسی: Jammu & Kashmir Bank) شرکت دولتی خدمات مالی و بانکداری هندی است، که در سال ۱۹۳۸ تأسیس شد.